# Lenkoranski rajon
Lenkoranski rajon (azerski: Lənkəran rayonu) je jedan od 66 azerbajdžanskih rajona. Lenkoranski rajon se nalazi na jugu Azerbajdžana te na zapadnoj obali Kaspijskog jezera. Središte rajona je Lenkoran. Površina Lenkoranskog rajona iznosi 1.540 km². Lenkoranski rajon je prema popisu stanovništva iz 2009. imao 205.726 stanovnika, od čega su 102.195 muškarci, a 103.531 žene.
Lenkoranski rajon se sastoji od 65 općina.